# الكتب الأربعة
الكتب الأربعة أو الأصول الأربعة، هي مصادر الحديث عند علماء المسلمين الشيعة. وتتضمن إلى جانب سيرة النبي محمد وحديثه، سير الأئمة الاثنا عشر وتفسيرهم لآيات القرآن الكريم وتعليقاتهم على الحديث النبوي. وهي:
- الكافي — للشيخ الكليني (نحو 250- 329 هـ = نحو 864- 941 م) ويحتوي هذا الكتاب على 16199 حديثًا.
- تهذيب الأحكام — لشيخ الطائفة الطوسي (385- 460 هـ = 995- 1050 م) ويحتوي على 13905 حديثًا.
- الاستبصار — لشيخ الطائفة الطوسي (385- 460 هـ = 995- 1050 م) ويحتوي على 5511 حديثًا.
- من لا يحضره الفقيه — للشيخ الصدوق (نحو 306- 381 هـ = نحو 923- 991 م) ويحتوي على 5998 حديثًا.

## الكافي
الكافي هو أحد الكتب الأربعة عند الشيعة الاثنا عشرية ويعتبر من أهم المصادر الحديثية عندهم. ألّفه محمد بن يعقوب الكليني، وُلد في النصف الثاني من القرن الثالث بقرية كُلَين إحدى توابع مدينة الري، وهو من كبار فقهاء ومحدثي الشيعة الإمامية وقد اشتهر عندهم بثقة الإسلام. قال المفيد عن هذا الكتاب: «إن كتاب الكافي من اجل كتب الشيعة وأكثرها فائدة.»
صدر أكثر من خمسين كتابًا في شرحه وترجمته والتعليق عليه، ومن أهم شروحه مرآة العقول في شرح أخبار آل الرسول للعلامة المجلسي، وذلك في ست وعشرين مجلدًا، وكتاب شرح ملا صالح المازندراني الذي یقع في 12 مجلدًا.
أمضى الشيخ الكليني عشرين سنة من حياته لتأليف كتابه الكافي. وقد جمع فيه ستة عشر ألف حديث من أحاديث النبي محمد و الأئمة الإثنا عشر في العقيدة والشريعة الإسلامية وذلك في غاية الترتيب والتبويب. يتكون الكتاب من ثلاثة أقسام، هي:
- أصول الكافي، الذي يشتمل على أحاديث العقائد وفيه 8 أبواب.
- فروع الكافي، وهو يشتمل على الأحاديث الفقهية وفيه 26 كتابا.
- روضة الكافي، تشتمل على أحاديث متنوعة ولا يضمها ترتيب معين بل وإنما هي ذات مواضيع مختلفة.

## تهذيب الأحكام
تهذيب الأحكام هو أحد الكتب الأربعة عند الشيعة الإمامية. ألّفه الشيخ أبو جعفر محمد بن الحسن الطوسي المعروف بشيخ الطائفة والشيخ الطوسي، مؤلف كتابين من الكتب الأربعة وهو من كبار المتكلمين والمحدثين والمفسرين والفقهاء الشيعة. ولد سنة 385 هجريّة بمدينة خراسان، ودرس على أيدي أكابر العلماء وأفاضلهم ومنهم: الشيخ المفيد والشريف المرتضى.
شرح الشيخ الطوسي في كتابه كتاب «المقنعة» لأستاذه الشيخ المفيد. يحظي كتاب التهذيب بقبول جميع فقهاء الشيعة ویعتبر أكبر موسوعة في أحادیث الأئمة في أبواب الفروع. 
فهو يشمل جميع روايات الأحكام الشرعية وفروعها، ويحوي بحوثًا فقهية، واستدلالية، وأصولية، ورجالية، وغير ذلك. حيث ضمّنه مؤلفه 23 كتابا. تبدأ بالطهارة وتنتهي بالديات، وفيها 393 بابا تتضمّن 13988 حديثا.
لهذا الكتاب عدة شروح وحواشٍ منها كتاب ملاذ الأخيار للشيخ المجلسي، الذي يقع في 16 مجلدًا.

## الاستبصار فيما اختلف من الأخبار
الاستبصار فيما اختلف من الأخبار هو كتاب الآخر من الكتب الأربعة، ألّفه الشيخ الطوسي بعد كتابة تهذيب الأحكام، وذلك بناء علی طلب بعض العلماء لكتابته. 
جمع الشيخ الطوسي في هذا الكتاب كل الروايات الواردة في مختلف البحوث الفقهية مع ذكر الروايات المخالفة لها، وذلك لتحقيق وتحديد الروايات الصحيحة عن غيرها. فالكتاب لم يشتمل علی جميع أبواب الفقه بل فقط الأبواب التي وردت فيها روايات متعارضة، وهو يختصّ بمعالجة ما اختلف من الأخبار وطريقة الجمع بينها ولذلك يتميز هذا الكتاب بأهمية فقهية كبيرة عند علماء الشيعة. 
يتكون الكتاب من ثلاثة أجزاء. فالجزء الأول والثاني يشتمل علی بحوث العبادات (ما عدا الجهاد) واما الجزء الأخير يشتمل علی سائر الأبواب الفقهية كالعقود، والإيقاعات، والحدود والديات. وقد يتضمّن الكتاب 915 بابا و 5511 حديثا.

## من لا يحضره الفقيه
كتاب من لا يحضره الفقيه هو تأليف الشيخ أبي جعفر محمد بن علي بن بابويه القمي المعروف بـ «الشيخ الصدوق» الذي ولد سنة 306 هجرية بقم. وهو من كبار فقهاء ومحدثي الشيعة الإمامية وقد لقبه الشيخ الطوسي في كتابه الاستبصار بلقب «عماد الدين» لرفعة مقامه.
يشتمل الكتاب على 5963 حديثًا، وجميع الاحاديث المسندة فيها 3913 حديثًا، والمراسيل 2050 حديثًا. وقد اقتصر المؤلف فيها على الروايات الخاصة بالمسائل الفقهية والأحكام الشيعية، من كتاب الطهارة إلى الفرائض والمواريث. وقد جمع الروايات من الكتب المشهورة المعتبرة. وهو لم يذكر الروايات المتعارضة.
يعدّ هذا الكتاب من أهم المصادر الحديثية لدى الشيعة ولقد كتبت له العديد من الشروح بالعربية وغيرها. ومن أشهرها شرح روضة المتقين للعلامة المجلسي. 